# Ettore Filippini
Ettore Filippini (Venezia, 30 gennaio 1841 – Milano, 9 aprile 1912) è stato un patriota italiano.
Ufficiale garibaldino dell'impresa deI Mille.

## Biografia
Nacque a Venezia il 30 gennaio del 1841. Giovanissimo si trasferì a Milano ma mantenne per tutta la vita l'inflessione dialettale veneta. Sebbene esile e gracile di corporatura, nel 1859, partecipò alla seconda guerra di indipendenza, aggregato ai “Cacciatori delle Alpi”, sempre al fianco di Benedetto Cairoli.
Fece tutta la campagna distinguendosi per il suo valore e guadagnò i primi gradi e le prime medaglie commemorative. Nel 1860 partecipò alla spedizione dei “Mille” e con il grado di sergente fu aggregato alla 1ª compagnia comandata da Nino Bixio, come risulta dal ruolino di marcia riportato nella Storia Illustrata  “Vita di G. Garibaldi”, scritta da Antonio Balbiani, e quindi imbarcato sul piroscafo “Lombardo”.
Si distinse nella battaglia di Calatafimi e Giuseppe Dezza nella sua relazione sulla battaglia nota che il Filippini con altri, montò su un pezzo d'artiglieria nemica, ma rotolò a terra. A Palermo diede prova di valore e in via Maqueda fu ferito da una palla di fucile borbonica alla fronte (ne rimase la cicatrice) ed i suoi compagni d'arme lo definirono: “La più bella ferita l'ha lui!”. Per il comportamento dimostrato sia a Calatafimi che a Palermo ebbe infatti, con R. D. 12.06. 1861, conferita la medaglia d'argento al Valor militare.
Partecipò ad altri fatti d'arme e prima che terminasse il mese di settembre fu promosso al grado di capitano. Si distinse ancora nella battaglia del Volturno, per cui ebbe a meritare un'altra medaglia. Al termine della campagna ritornò a Milano ed ottenne un posto da impiegato presso la ferrovia Adriatica. Fu insignito da varie medaglie commemorative e la pensione dei “Mille”.
Nel 1864, quando vi furono cenni di sommossa nel suo Veneto, si recò con l'on. Paolo Carcano  a Lugano e fece visita a Giuseppe Mazzini nella Villa Nathan.
Nel 1866 con lo scoppio della terza guerra di indipendenza, Filippini fu nominato capitano della 1ª compagnia del 2º Reggimento Volontari Italiani e nel periodo di addestramento a Como fu ospite del padre del Carcano. Nella battaglia di Bezzecca giunse in ritardo con il suo reggimento e fu notato dal volontario Giovinazzi Albino Domenico, della 15ª compagnia del 2º Reggimento, mentre con il colonnello Pietro Spinazzi si recava a rapporto a Tiarno di Sopra da Garibaldi e, da Paolo Carcano, accanto alle batterie del maggiore Orazio Dogliotti vicino al Generale. Al termine della guerra rimpatriò a Milano riprendendo il solito lavoro impiegatizio. Promosso al grado di maggiore, sposò Giulia Duca dalla quale non ebbe figli. Fu prediletto da Giuseppe Garibaldi con Giuseppe Missori, Ergisto Bezzi e il conte Filippo Manci.
Non partecipò alla campagna dell'Agro Romano del 1867, ce lo racconta così Giulio Adamoli in un incontro del 15 ottobre 1867: "Feci sosta a Milano, ove avevo dato convegno a parecchi commilitoni garibaldini, sempre con lo stesso fine, e ove mi toccò un nuovo disinganno per ragioni affatto opposte a quelle dei villeggianti di Varese. Anch'essi, non escluso l'amico Ettore Filippini, che tutti sanno quale inflessibile radicale egli sia ancora, avevano deciso di astenersi, perché i moti romani non assumevano carattere recisamente repubblicano, e perché Garibaldi, invitato a dichiarare se fosse pronto ad affrontare anche le armi nazionali, qualora gli si frapponessero nel cammino, non aveva risposto. Mi raccontarono che la decisione era stata presa dopo lunghi dibattiti, sia presso il patriota Casanova, sia nell'ufficio del giornale L'Unità Italiana, organo del partito d'azione, e devoto al Mazzini; ma che alcuni, tra i quali il Missori e Carlo Antongini, avevan dissentito, ed erano partiti per raggiungere Garibaldi. Mi accompagnarono alla stazione, e salutandomi con ogni sorta di auguri, mi lasciarono andare, deplorando, che la rigidità dei convincimenti vietasse loro di seguirmi. Peccato; chè Garibaldi aveva bisogno dei suoi fedeli e provati ufficiali, ben più che non il comitato dei loro denari!".
Nel 1909 fu a Sondrio con Cesare Abba in occasione dell'inaugurazione del monumento a Garibaldi; lo stesso fece, nel 1910 a Bergamo, per una consimile cerimonia.
L'11 maggio 1910 Marsala gli conferì la cittadinanza onoraria e, il 25 maggio 1910, fu in quella città con tutta la carovana dei gloriosi “superstiti”. Nel 1911, pochi giorni dopo la morte di Giuseppe Missori che egli assistette nell'agonia, travolto da un tram ebbe la gamba spezzata da tre fratture al ginocchio ed al femore, degenerate poi in cancro. Dopo penosa malattia protrattasi per circa 11 mesi, morì il giorno 9 aprile 1912, alle ore 3.45 nella sua abitazione sita in viale Monforte, 22. La notizia si sparse velocemente anche perché la moglie ne diede comunicazione a mezzo stampa. Da Treviso giunsero a Milano i fratelli Eugenio e Vittorio che vegliarono la salma con Paolo Breda ex dei “Mille” e tanti altri amici.

## Commemorazioni

Bergamo 1910. Ettore Filippini ad un raduno dei reduci dei Mille

Tra i tanti messaggi alla vedova spiccano quello dell'ex volontario, cavaliere Carlo Zanoia: “Torino, 9 aprile 1912. Affranto non sorpreso morte mio prode Capitano dal letto sofferente esprimo vivo cordoglio all'adorata compagna del caro Estinto”, e quello di Ergisto Bezzi: “Torino, 9 aprile 1912. Il nostro buon Ettore ha finito di soffrire. Lei cara signora Giulia trovi conforto e rassegnazione nel pensiero che Le fu sempre compagno affettuoso. Verrò a dare l'ultimo tributo all'amico che per cinquant'anni amai cordialmente. Coraggio”.
Nella camera ardente vi erano solo i ritratti di suo padre Antonio, di Garibaldi e di Giuseppe Mazzini. Per espresso suo desiderio al funerale non fiori, non discorsi e subito dopo la salma fu “data alle fiamme purificatrici del tempio crematorio”. Prima della cremazione l'onorevole Riccardo Luzzatto pronunciò, nella sala deposito, di fronte ai soli ex garibaldini, il seguente discorso funebre: “Compagni, salutiamo assieme l'amico che ha compiuto la sua giornata. Ormai siamo abituati a sentire i rintocchi della campana funebre risuonare nel nostro campo, eppure accompagnando all'ultima dimora Ettore Filippini mi sento, e parmi voi vi sentiate, più mesti che mai, perché pensando a Lui non è la memoria della camicia rossa che si ridesta in noi, non quella delle ansie del combattimento e delle gioie della vittoria; la memoria dell'inalterabile bontà di Ettore Filippini invade il cuore di dolore e di mestizia. Ricordiamo 52 anni di amicizia senza poter registrare un'invettiva, una rampogna, una parola amara uscita dal suo labbro. Da chi si può dire altrettanto? Eppure quest'uomo di bontà femminea fu un fiero guerriero. A 18 anni volontario nelle guerre di redenzione dall'Austria. A 19 anni uno dei Mille, poi ancora combatté nel 1866. La medaglia dei Mille, due al valore militare. Altri segni ben più eloquenti di valore: due solchi sulla fronte per ferite di fucile! Bontà e battaglia! Pare contrasto di sentimenti e non è: Filippini combatté battaglie necessarie per il bene comune, tant'è che, non appena cessata la necessità impellente di combattere, smette le assise del soldato per rivestirsi dell'infinita bontà sua. Se Filippini volle imporre, fu soltanto che non si facesse il male. Se Filippini volle imporre alcunché fu la fraternità. Del trinomio della Repubblica Francese, quello soprattutto l'affezionava, ond'è che non seppe concepire mai la lotta di classe, e men che meno quello che di cui è sovente spettacolo, di uomini mossi ai danni dei loro simili per primeggiare. Non vi era più posto per Ettore Filippini nella vita attuale, perché egli, figlio di un'altra epoca non conosceva il diritto di far del male, ma solo quello di far del bene. Nelle ultime ore i famigliari notarono che dal suo labbro uscivano frasi sconnesse e poi distintamente due nomi: “Nino Bixio!” e “Garibaldi!”. Delirava il poveretto, mi dissero! No, non delirava. Ettore Filippini riviveva nelle sue ultime ore il passato. Rivivere nel passato è il massimo conforto per chi nella vita adempì il suo dovere. Ettore Filippini, morendo colle memorie del passato, morì nella gioia. Benedetto quindi quel delirio. Auguriamolo, amici, a noi stessi nell'ultimo istante”.
Così riporta in un articolo il “Corriere della Sera” dell'11 aprile 1912 riguardo ai funerali del maggiore Ettore Filippini: “ Solenne tributo di rimpianto venne reso ieri alla salma di Ettore Filippini, il valoroso maggiore dei Mille. Il corteo mosse alle 16 dalla casa dell'estinto, al N. 22 di viale Monforte, e, seguendo la linea tranviaria di circonvallazione, fece capo al cimitero monumentale. Precedeva il carro funebre una vettura, sulla quale era una grande corona di fiori inviata dal Municipio; quindi venivano la bandiera dei garibaldini, il labaro della Società di Cremazione e lo stendardo della Società democratica milanese. Seguiva il carro la vecchia bandiera dei Mille recante tutti i segni delle gloriose imprese in cui essa fu agitata. Fra i molti intervenuti abbiamo notato l'on. Giuseppe Marcora, presidente della Camera, gli onorevoli Romussi, Chiesa, Marangoni, Riccardo Luzzatto, Cermenati, il senatore De Cristoforis, l'on. De Andreis, gli assessori Queirazza e Frisia, in rappresentanza del Municipio di Milano, Fra i garibaldini che vollero accompagnare all'ultima dimora il caro commilitone ricordiamo il prof. Colombo, Paolo Preda, l'alfiere della rossa schiera, Ergisto Bezzi, Dagna di Pavia, il colonnello De Verneda. Seguirono il feretro anche una rappresentanza della Società ferroviaria Adriatica e Mediterranea alla quale l'estinto apparteneva come impiegato. Arrivato il corteo nel piazzale del cimitero monumentale e tolta la bara dal carro funebre, l'on. Riccardo Luzzatto pronunciò brevi parole ricordando le gesta del Filippini. La salma verrà cremata”.
L'onorevole Paolo Carcano, compagno d'avventura del Filippini nell'impresa dei “Mille”, lo ricordava con queste parole in un articolo apparso sul quotidiano la “Provincia di Como” dell'11 aprile 1912: “[…] A Como, non pochi devono rammentare quel brillante ufficiale, aitante e bello nella persona, dagli occhi cerulei e sorridenti, dalla dolce parlata italiana con accento veneto, che rispondeva al nome di Ettore Filippini. […] Nelle giornate della presa di Palermo nell'eroica zuffa di via Maqueda il Filippini fu ferito da una palla borbonica alla fronte, che i compagni invidiando, chiamavano “la bella ferita”. Egli aveva ancora la testa fasciata, quando venne a raggiungere Nino Bixio, come aggregato al suo Stato Maggiore, nell'agosto del 1860. Io lo vidi allora, e lo conobbi poi nell'azione nella notte dell'entrata in Reggio, il 21 agosto; e lo ammirai ridente e sereno sul generoso destriero a fianco di Nino Bixio, tra le fucilate nelle vie di questa città incantevole e nella salita al Castello anch'io lo confesso, guardavo non senza invidia il suo bel portamento e la bella ferita. […] Con Ettore Filippini, allora capitano, ci rivedemmo in seguito più volte, nelle vittoriose marce per le Calabrie e a Catanzaro e a Cosenza, e poi a Napoli, e più tardi al Volturno e sotto Capua. Il 29 e il 30 settembre, a me toccò la fortuna di essere scelto con altri bersaglieri a prender parte ad un'importante esplorazione da Maddaloni alle rive del fiume, agli ordini del capitano Filippini. L'operazione non fu senza pericoli né senza molestie da parte dei fucilieri bavaresi e dei dragoni borbonici; ma lo scopo fu interamente raggiunto, e assai interessante deve essere stato il rapporto fatto a sera tarda da Filippini al generale Bixio, che lo attendeva impaziente e se ne mostrò lieto. L'indomani fu la vittoriosa giornata del 1º ottobre. Di essa molto si è detto e scritto, ma non ancora abbastanza. Qui mi limito a notare quanto era bello il vedere il nostro Filippini in continuo moto, correre, volare a recare ordini o notizie, presso Menotti Garibaldi, Giuseppe Dezza, Nino Bixio, ammirevole nel suo sereno coraggio. Gli fu assegnata una seconda medaglia al valore. […] Siamo al 1866, Filippini è a Como con lo Stato Maggiore di Garibaldi: è in casa di mio padre, lieto e orgoglioso di averlo ospite e di ascoltare dalla di lui simpatica voce interessanti particolari della vita e della poesia garibaldina e dei fasti eroici di Calatafimi e Palermo. Ci rivedemmo di quando in quando e non occorre dire con quali emozioni, durante quella breve burrascosa campagna del trentino. Lo ritrovai vicino alla batteria del Dogliotti a Bezzecca, lo abbracciai vicino a Garibaldi, sul finire di quel combattimento”.